# Валюк, Юзеф
Юзеф Валюк (в русской традиции Иосиф Валерианович Валюк, пол. Józef Waluk; 16 января 1911, Лунно — 29 ноября 1979) — генерал бригады Народного Войска Польского, глава разведки Войск охраны пограничья.

## Биография
Родился 16 января 1911 года в местечке Лунно (современный Мостовский район, Гродненская область). Родители — Валериан Валюк и Михалина Семенчук. Поляк. Окончил 4 класса профессионального училища, работал техником-литейщиком. Член Коммунистического союза молодёжи Польши и Коммунистической партии Западной Белоруссии. Воинскую службу проходил в 1932—1933 годах в Лиде. В 1934 году арестован за пропаганду коммунистической идеологии как запрещённой польским законодательством и осуждён на 5 лет лишения свободы, наказание отбывал в Вильно.
В 1939 году он был освобождён из Плоцка, в сентябре 1939 года после нападения вермахта бежал в Волковыск, где встретил приближавшихся красноармейцев. Включён во Временное управление города Волковыск, возглавил выборную комиссию в Минске. С декабря 1939 года директор чугунолитейного завода Волковыска. На фронте с июня 1941 года, был заместителем командира по вопросам снабжения в батальоне связи 1-й бригады железнодорожных войск. Воевал на Западном и Ленинградском фронтах. Член ВКП(б) с 1942 года. Трижды был ранен. Дослужился до звания старшего лейтенанта РККА. С 1943 года в Войске польском.
После войны Валюк работал в 1945—1946 годах в Польше, занимаясь восстановлением линий связи. Вступил в Польскую рабочую партию, был инспектором управления информации в Корпусе внутренней безопасности (КВБ). С сентября 1946 года возглавлял информационный отдел войск КВБ в Варшавском воеводстве. Капитан (декабрь 1946), майор (май 1947), подполковник (декабрь 1950), полковник (осень 1953). С ноября 1947 года — начальник информационного отдела 1-й бригады КВБ, позже начальник 2-го отдела управления информации КВБ. В 1950 году был заместителем начальника управления по военно-политической подготовке КВБ, позже аналогичную должность занимал в Войсках охраны пограничья (с 1 января глава информационной службы). С 1 мая 1952 по 15 февраля 1954 года — глава информационной службы внутренних войск. Позже был в распоряжении директора отдела кадров Министерства общественной безопасности.
В 1954—1955 годах Валюк учился в Высшей школе КГБ при Совете министров СССР, после возвращения стал заместителем командующего Войсками охраны пограничья по вопросам разведки, в 1956—1965 годах — начальник отдела разведки ВОП. Осенью 1963 года произведён в генералы бригады. В 1971 году — делегат на VI съезде ПОРП. В 1965—1967 годах — глава польской делегации в наблюдательной комиссии нейтральных государств в Корее. В 1967—1974 годах — председатель Польской комиссии инвентаризации объектов, которые занимали воинские части советской армии. В сентябре 1974 года по распоряжению министра национальной обороны генерала армии Войцеха Ярузельского уволен в связи с завершением профессиональной воинской службы и отправлен на пенсию.
Скончался 29 ноября 1979 года в Варшаве. Похоронен на кладбище Воинские Повонзки.